# Мэй, Роберт
Роберт Маккриди Мэй, барон Мэй Оксфордский (англ. Robert McCredie May, Baron May of Oxford; 8 января 1936, Сидней, Австралия — 28 апреля 2020) — австралийский эколог. Труды посвящены динамике популяций видов и биоразнообразию. Лауреат многих престижных премий.
Член Лондонского королевского общества (1979), член-корреспондент Австралийской академии наук (1991), иностранный член Национальной академии наук США (1992). Член Европейской Академии (1994), EMBO (2014).
Административные и почетные должности: президент Королевского общества (2000—2005).

## Награды
В число наград входят:
- Медаль Линнея (1991)
- Гиббсовская лекция (1994)
- Премия Крафорда (1996)
- Премия Бальцана (1998)
- Премия Голубая Планета (2001)
- Медаль Копли (2007)